# Liste der Baudenkmale in Potsdam/O
Dieser Teil der Liste beinhaltet die Denkmale in Potsdam, die sich in Straßen befinden, die mit O beginnen. Der Stand der Liste ist der 31. Dezember 2020.

## Legende
In den Spalten befinden sich folgende Informationen:
- ID-Nr.: Die Nummer wird vom Brandenburgischen Landesamt für Denkmalpflege vergeben. Ein Link hinter der Nummer führt zum Eintrag über das Denkmal in der Denkmaldatenbank. In dieser Spalte kann sich zusätzlich das Wort Wikidata befinden, der entsprechende Link führt zu Angaben zu diesem Denkmal bei Wikidata.
- Lage: die Adresse des Denkmales und die geographischen Koordinaten. Link zu einem Kartenansichtstool, um Koordinaten zu setzen. In der Kartenansicht sind Denkmale ohne Koordinaten mit einem roten beziehungsweise orangen Marker dargestellt und können in der Karte gesetzt werden. Denkmale ohne Bild sind mit einem blauen bzw. roten Marker gekennzeichnet, Denkmale mit Bild mit einem grünen beziehungsweise orangen Marker.
- Bezeichnung: Bezeichnung in den offiziellen Listen des Brandenburgischen Landesamtes für Denkmalpflege. Ein Link hinter der Bezeichnung führt zum Wikipedia-Artikel über das Denkmal.
- Beschreibung: die Beschreibung des Denkmales
- Bild: ein Bild des Denkmales und gegebenenfalls einen Link zu weiteren Fotos des Baudenkmals im Medienarchiv Wikimedia Commons

## Baudenkmale
| ID-Nr.   | Lage                                         | Bezeichnung                      | Beschreibung | Bild                             |
| -------- | -------------------------------------------- | -------------------------------- | --- | -------------------------------- |
| 09156655 | Berliner Vorstadt Otto-Nagel-Straße 9 (Lage) | Wohnhaus Wollner mit Einfriedung | Das Wohngebäude wurde 1875/1876 im Auftrag des Rentiers Hermann Wollner errichtet. Nach dem Entwurf des Hofbau- und Hofmaurermeisters Ernst Petzholtz entstand ein Kleinmiethaus im spätklassizistischen Stil. Der fünfachsige Putzbau ist zweigeschossig mit flachem Walmdach. Straßenseitig springt eine Loggia mit doppelter Säulenstellung hervor. | Wohnhaus Wollner mit Einfriedung |

## Ehemalige Baudenkmale
| ID-Nr. | Lage                                  | Bezeichnung                                                       | Beschreibung | Bild                                                              |
| ------ | ------------------------------------- | ----------------------------------------------------------------- | --- | ----------------------------------------------------------------- |
|        | Potsdam West Olympischer Weg 1 (Lage) | Villa Carlshagen mit Garten, Vorgarten und Resten der Einfriedung | Das heutige Aussehen entstand durch Um- und Ausbau einer um 1870 errichteten kleinen Turmvilla. Der Architekt Friedrich Wilhelm Göhre gestaltete die Villa 1909/1910 im klassizistischen Stil. Auftraggeber war der jüdische Bankier Carl Hagen. Das Gebäude ist dreizehnachsig, ein- und zweigeschossig mit Mansardwalmdach und viergeschossigem Treppenturm. Von der ehemaligen Einfriedung sind Reste entlang der Zeppelinstraße erhalten. | Villa Carlshagen mit Garten, Vorgarten und Resten der Einfriedung |